# Les Aventures électriques de Zeltron
Pour l'espèce de Star Wars, voir zeltron.
Les Aventures électriques de Zeltron est une série télévisée d'animation française pour enfants à visée éducative, diffusée dans Récré A2 du 30 août 1979 au 25 janvier 1984 sur Antenne 2.
Au Québec, les capsules ont été diffusées quelques mois plus tard dans le bloc Pour les jeunes sur TVFQ 99, et à partir d'avril 1983 sur TVJQ.

## Synopsis
Zeltron est un extraterrestre de la planète Zeltronie, accompagné d'un robot-calculateur nommé Voltix et voyageant dans un vaisseau spatial en forme d'ampoule à douille géante. Il a pour mission de transmettre aux enfants des connaissances sur l'électricité.
Il est accompagné dans ses aventures par deux enfants, un garçon et une fille.
Les épisodes mêlent images de synthèse (Zeltron, Voltix, le vaisseau) et prises de vue réelles.

## Fiche technique
La série est produite par EDF, D 3 Mil, et les Films Albert Champeaux.
Les voix étaient assurées par Michel Elias (Zeltron), Jean-Pierre Sitbon et Alain Gautré.
Zeltron a été conçu par François Castan et Pascal Massonnat, et Voltix par Denis Dugas. 
La musique était signée par Éric Vivie. 

## Épisodes
1. Quelle est donc la mission de Zeltron ?
2. Le phare à dés
3. Le coup de foudre de Franklin
4. Roméon et Juliette
5. Le coup de bambou d'Edison
6. Electra et les Naïades
7. Ça chauffe chez Electra
8. L'ambre jaune
9. La bouteille de Leyde
10. Le "chant" magnétique de M. Ampère
11. La dispariotion d'Electra
12. Surprise party
13. Le train de Chatter City
14. Le Palais des 100 000 lumières
15. Village en fête
16. Le trésor d'Ohm Astoc
17. Les Palais des milles lumières
18. Le loto-rhino
19. Les Ohms changent d'air
20. Les quatre saisons
21. Le manteau de cuivre
22. Poules au chaud
23. Las Ozas
24. Vade Retrohm
25. Retour en Zelthronie
26. La force du point faible
27. Attraction à volonté
28. Mercredi au bois
29. Les frissons du bilame
30. Des hauts et des bas
31. Jeux interdits
32. Pôle Nord - Pôle Sud
33. Le tube mystérieux
34. Contrôle de routine
35. Fermez le circuit !
36. Le retour de Zeltron
37. Batteries… Chargez !
38. Ascension électrique
39. L'arc-en-ciel
40. À la poursuite de l'électron libre
41. Le mouvement perpétuel
42. À toute vapeur
43. Histoire d'ions
44. Le manteau de cuivre
45. Allo Jo… Ici Jessie !
46. La voix des ondes
47. 220=8
48. Voyage électrique
49. Langage magnétique
50. Au fil de l'éclair
51. Une étincelle jusqu'à la terre
52. Le champ tournant
53. Toccata en tac
54. Équation électrique
55. La vapeur infernale
56. Le parapluie paratonnerre
57. Le bocal électrique
58. Le message cohérent
59. L'œuf électrique
60. L'invention du pistolet à eau
61. Duel pour une grenouille
62. La danse des pantins
63. Bain de mercure
64. Pauvre monsieur Froment !
65. La machine à étincelles
66. Le crayon voltaïque
67. Chocs en série
68. La lampe magique
69. Que la lumière soit
70. Rock hydraulique
71. Chute! On tourne
72. Barrage du troisième type
73. Ascenseur pour kilowatts
74. Quand la lumière s'en mêle
75. Un train peut en cacher un autre
76. Chaud et froid
77. (titre inconnu)
78. Rien ne se perd
79. Justice est faite
80. C'est du billard
81. Du cours primaire au cours secondaire
82. Un oiseau fabuleux
83. Y-a-t-il un pilote dans le poste ?
84. Zeltron par ci, Zeltron par là
85. Rostor, Stator et cie

## Autour de la série
De nombreux produits dérivés ont accompagné la série, notamment une série de bandes dessinées, mais également des figurines, des porte-clés, un disque 45 tours et un album Panini de cartes à collectionner.

### Bandes dessinées
- Zeltron, Petite-Soupe et les autres, par Mauguil et François Castan, Fernand Nathan, 1980
- Zeltron, Coup de foudre et boule de verre, parue chez G.P. (Rouge et Or), 1980
- Zeltron chez Faraday et Volta, parue chez G.P. (Rouge et Or), 1980
- Zeltron, l'ambre jaune, parue chez G.P. (Rouge et Or), 1980
- Zeltron chez Electra, par Pascal Massonnat, parue chez G.P. (Rouge et Or), 1980

Dans le numéro 608 de Pif Gadget, de novembre 1980, Zeltron présentait le gadget à construire, la "centrale chimio-électrique", qui était un jeu de dextérité autour d'une pile à vinaigre.